# Персирланское сельское поселение
Персирла́нское се́льское поселе́ние (чув. Пĕрçырлан ял тăрăхĕ) — муниципальное образование в Ядринском районе Чувашии Российской Федерации.
Административный центр — деревня Персирланы.

## История
Статус и границы сельского поселения установлены Законом Чувашской Республики от 24 ноября 2004 года № 37 «Об установлении границ муниципальных образований Чувашской Республики и наделении их статусом городского, сельского поселения, муниципального района и городского округа».

## Население
| 2010  | 2012  | 2013  | 2014  | 2015  | 2016  | 2017  |
| ----- | ----- | ----- | ----- | ----- | ----- | ----- |
| 1961  | ↘1932 | ↘1916 | ↘1895 | ↘1846 | ↘1829 | ↘1779 |
| 2018  | 2019  | 2020  | 2021  |       |       |       |
| ↘1748 | ↘1715 | ↘1689 | ↘1666 |       |       |       |

## Состав сельского поселения
| № | Населённый пункт | Тип населённого пункта          | Население |
| - | ---------------- | ------------------------------- | --------- |
| 1 | Балдаево         | село                            | ↗265      |
| 2 | Большой Югуть    | деревня                         | ↗214      |
| 3 | Козловка         | деревня                         | ↘148      |
| 4 | Малый Югуть      | деревня                         | ↗80       |
| 5 | Нагорное         | деревня                         | ↗96       |
| 6 | Орабакасы        | деревня                         | ↗321      |
| 7 | Персирланы       | деревня, административный центр | ↗371      |
| 8 | Сареево          | деревня                         | ↗300      |
| 9 | Чербай           | деревня                         | ↗437      |

## Культура
С 1986 году в Персирланском сельсовете (ныне поселении) действует чувашский фольклорный ансамбль «Сӑрьен - Сурская сторона».